# Székely Péter (politikus)
Székely Péter (Budapest, 1974. július 20. –) a Magyar Kommunista Munkáspárt (MKMP) volt politikusa, a 2006-os főpolgármesteri választásokon pártjának főpolgármester-jelöltje, a Magyar-Venezuelai Szolidaritási Társaság (MVSZT) egykori vezetője.

## Életrajza
1990-ben belépett a Magyar Kommunista Munkáspártba, amelynek 2008-ig volt tagja.
1993–1995 között a Történeti Irattárban dolgozott, majd 4 évet a Pedagógiai Főiskola hallgatója volt. 1997–2003 között az ELTE Bölcsészettudományi Kar arab szakos hallgatója volt.
1999-től 2007-ig a Baloldali Front – Kommunista Ifjúsági Szövetség elnöke volt. 2000-ben a Központi Bizottság tagjának választották, ugyanebben az évben a Munkáspárt Elnökségének tagja lett. E tisztségében 8 évig maradt.
2006-ban indult a budapesti főpolgármesteri címért. 4212 szavazatot kapott, ami 0,54%-os eredménynek felelt meg. 2007-ben A Szabadság munkáspárti hetilap főszerkesztője volt.
2008. április 30-i hatállyal lemondott párttisztségeiről, nem sokkal később a pártból is kilépett. Ezután a Magyar-Venezuelai Szolidaritási Társaság vezetőjének választották meg. A Társaság Magyar-Kubai Szolidaritási Társasággal való 2010. szeptemberi egyesülése után 2012 júliusáig – a Társaságból való kilépéséig – a Latin-Amerika Társaság egyik vezetője.

## Családi háttere
Édesapja Székely Gábor, a Szerencsejáték Zrt. korábbi vezérigazgatója.

## Külső hivatkozások
- A Magyar Kommunista Munkáspárt honlapja
- A Latin-Amerika Társaság honlapja